# David Berry
David Berry é um especialista em efeitos visuais estadunidense. Venceu o Oscar de melhores efeitos visuais na edição de 1986 por Cocoon, ao lado de Scott Farrar, Ralph McQuarrie e Ken Ralston.